# Antíope (filla de Nicteu)

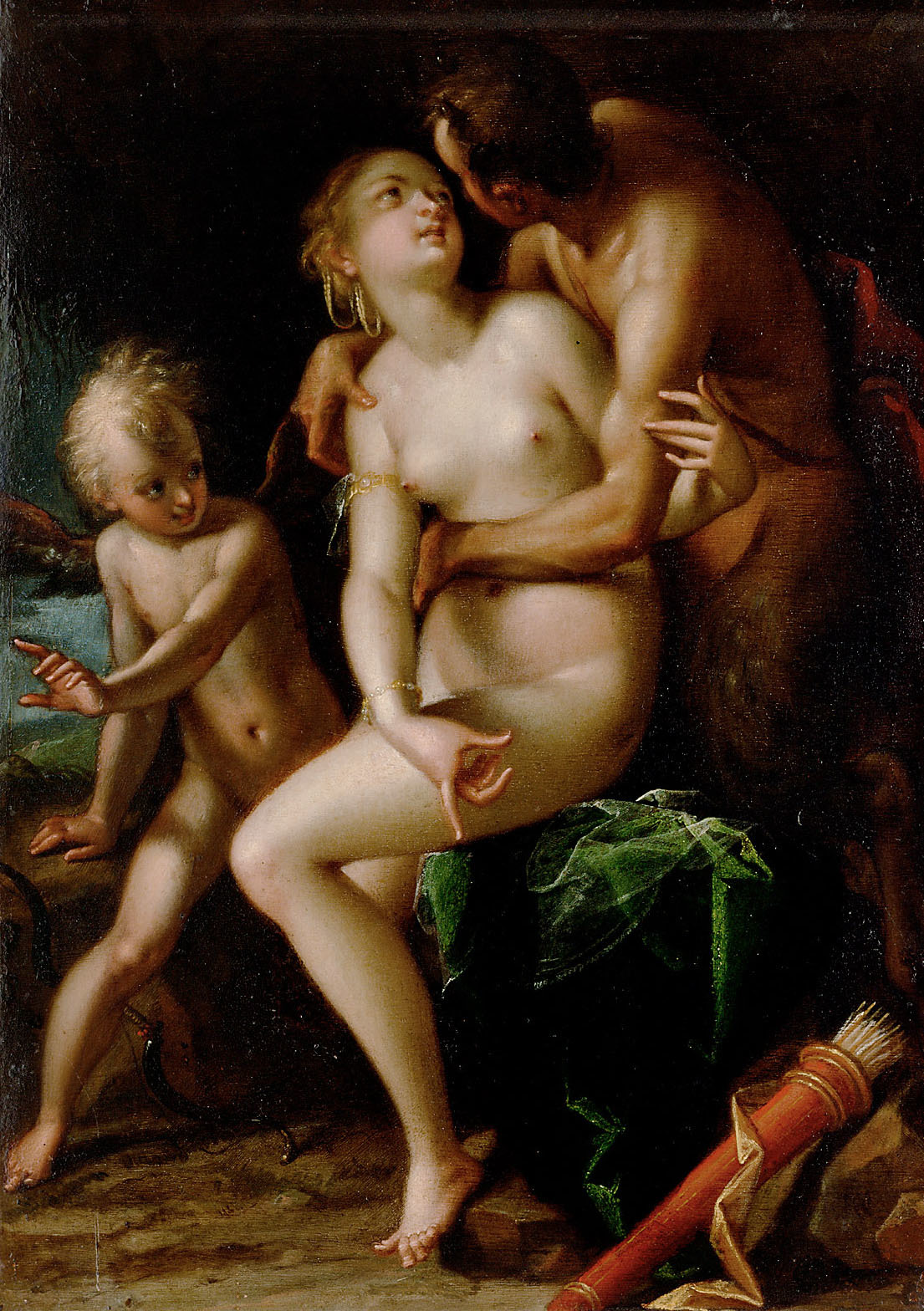
Hans von Aachen Zeus i Antíope, amb Cupido

Antíope (en grec antic Ἀντιόπη) és, en la mitologia grega, filla del tebà Nicteu.
Era d'una bellesa extraordinària i va ser estimada per Zeus. Va tenir dos bessons, de les seves relacions amb el déu, Amfíon i Zetos. Abans del naixement dels seus fills, Antíope havia marxat de casa seva, per por de la ira del seu pare, i va buscar refugi prop del rei de Sició, Epopeu. Nicteu, desesperat per la fuga de la seva filla, es va suïcidar, però, a punt de morir, va encarregar al seu germà Licos que el vengés. Licos va atacar Sició i va conquerir la ciutat. Va matar Epopeu i es va endur Antíope presonera a Tebes. A Elèuteres, en el camí de Sició a Tebes, va donar a llum els seus dos fills, que van ser abandonats a la muntanya per ordre de Nicteu, però van ser recollits per uns pastors. Licos i la seva dona maltractaven Antíope, però un dia, les cadenes que la lligaven van caure per si mateixes, i va fugir a la cabana on vivien els seus fills. Ells, al principi, no la reconeixien, i fins i tot la van lliurar a Dirce, l'esposa de Nicteu, que havia anat a buscar-la. Però el pastor que havia recollit els bessons els explicà que Antíope era la seva mare, i Amfíon i Zetos van anar a alliberar-la, venjant-se de Licos i de Dirce. Després Dionís, enfadat per la mort de Dirce, ja que l'havien matat quan anava a participar en un ritual de culte al déu, tornà boja Antíope, que va anar errant per tot Grècia, fins que un dia, ja guarida, segons algunes versions, es casà amb Focos.